# Emil Rojc (pedagog)
Emil Rojc, slovenski pedagog, * 23. maj 1940, Ljubljana
Rodil se je 23. 5. 1940 v Ljubljani. Družina je morala med vojno oditi v Nemčijo, potem pa se je vrnila v Radeče. Šolanje je zaključil na Filozofski fakulteti v Ljubljani na oddelku za psihologijo in filozofijo. Zaposlen je bil na celjskem učiteljišču in kmalu postal ravnatelj. Vrnil se je v Ljubljano, kjer je magistriral na Fakulteti za sociologijo, politične vede in novinarstvo, v Beogradu pa je doktoriral. Vodil je Republiški družbeni svet za vzgojo in izobraževanje in Svet Univerze Edvarda Kardelja v Ljubljani. Bil je tudi član predsedstva CK ZKS, pristojen za področje vzoje in izobraževanja (1986-89). Leta 1982 je prejel Žagarjevo nagrado za dosežke na področju šolstva.